# 1949 au Maroc
Chronologie du Maroc
- 1945
- 1946
- 1947
- 1948
- 1949
- 1950
- 1951
- 1952
- 1953

Cet article présente les faits marquants de l'année 1949 au Maroc ou relatifs au Maroc.

## Événements
- La Ligue du Maroc de football 1948-1949 est la 34e édition des championnats du Maroc et la 27e de cette ligue.
- La Ligue du Maroc de football 1949-1950 est la 35e édition des championnats du Maroc et la 28e de cette ligue.
- 19-20 mars : création du club omnisports le Raja Club Athletic.